# Kana Asumi

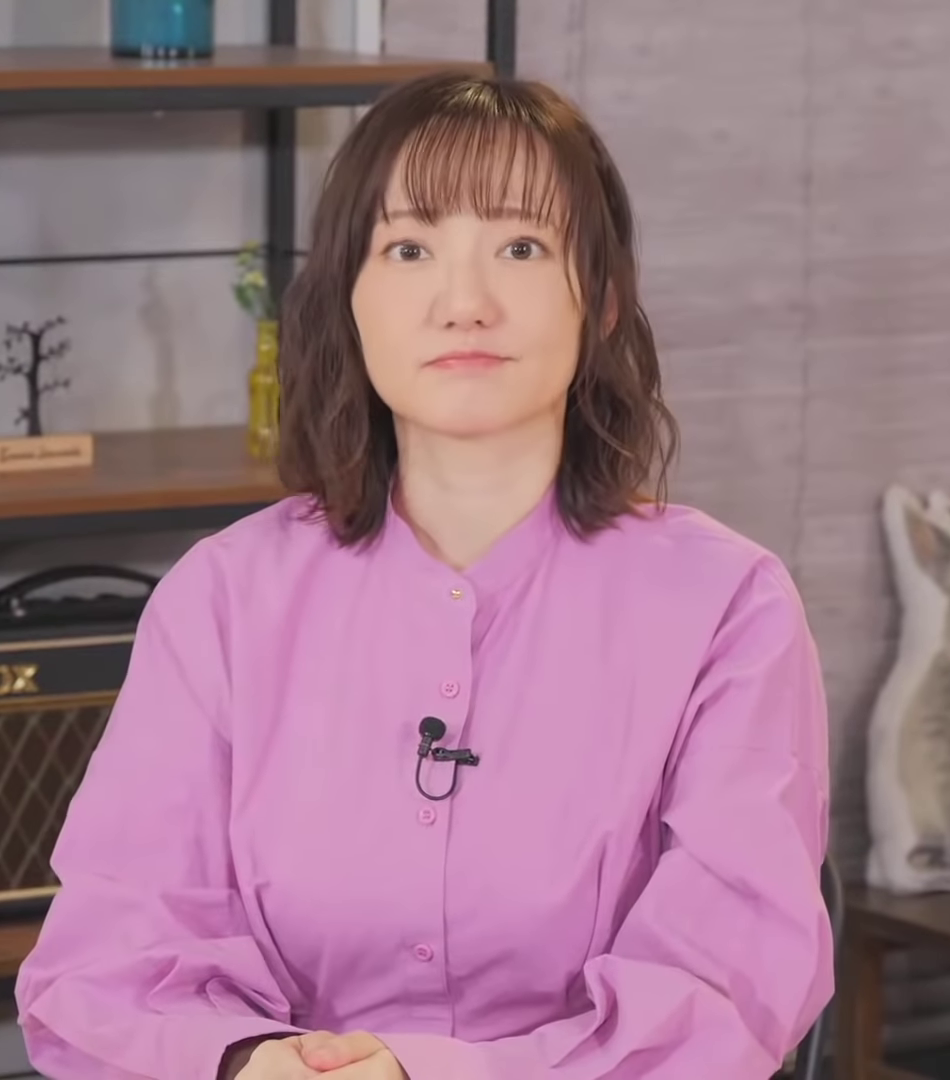
Kana Asumi, 2021

Kana Asumi (japanisch 阿澄 佳奈, Asumi Kana; * 12. August 1983 in der Präfektur Fukuoka), eigentlich Kana Harada (原田 佳奈), ist eine japanische Synchronsprecherin (Seiyū).

## Leben
Kana Asumi stammt aus der Präfektur Fukuoka und hatte 1999 ihren ersten Kontakt mit der Unterhaltungsindustrie als Mitglied der regionalen Idol-Gruppe Koume Five (小梅伍, Koume Faibu). Nach der Schule studierte sie an einer Kurzhochschule und erwarb eine Lizenz als Kindergartenlehrerin sowie eine Qualifikation zur Kinderpflegerin.
Im Februar 2005 nahm sie an einem Vorsprechen für eine Rolle des Computerspiels Cross World – Mishiranu Sora no Ether von Broccoli teil, wo sie neben Yuka Iguchi und Ai Tokunaga eine der weiblichen Hauptrollen gewann. Im Mai desselben Jahres wurde sie Mitglied der Synchronsprechergruppe Gamers Guardian Fairies (G.G.F.), die mit dem zu Broccoli gehörenden Verkaufsgeschäft Gamers verbunden war. Da das Spiel im Oktober 2005 erschien, war ihre Debütrolle daher als Kellnerin im Anime Canvas 2 – Niji-iro no Sketch. Am 18. März 2006 gab die Gruppierung ihr Abschiedskonzert.
Am 1. April 2006 wurde sie von der Agentur Voice & Heart unter Vertrag genommen. Nachdem diese sich 2008 aus dem Synchronsprecher-Management zurückzogen, ging Asumi mit Wirkung zum 7. Januar zur Agentur 81 Produce.
Ihr Durchbruch als Synchronsprecherin kam 2007 mit den Hauptrollen der Ran in Shugo Chara! und der Yuno in Hidamari Sketch. Für letztere Rolle und die der Natsumi in Kyō no 5 no 2 im Folgejahr wurde sie bei den 3. Seiyū Awards 2009 neben Haruka Tomatsu als Beste Nachwuchssprecherin ausgezeichnet.
Gemeinsam mit Azusa Kataoka und Sayuri Hara war sie Mitglied der Synchronsprechergruppe LISP, die von Juli 2010 bis Juli 2011 aktiv war und drei Download-Singles, zwei CD-Singles und ein Album herausbrachte.

## Rollen (Auswahl)
| 2005 - Canvas 2 – Niji-iro no Sketch (Kellnerin), Debüt 2007 - Shugo Chara! (Ran) - Hidamari Sketch (Yuno) - Bokurano (Kana Ushiro) 2008 - Kyō no 5 no 2 (Natsumi Hirakawa) - Shugo Chara!! Doki (Ran) - Hidamari Sketch × 365 (Yuno) - Persona – Trinity Soul (Megumi Kayano) 2009 - Umi Monogatari – Anata ga Ite Kureta Koto (Marin) - Kämpfer (Mikoto Kondō) - Hidamari Sketch × 365 Tokubetsuhen (Yuno) 2010 - Haiyoru! Nyaruani: Remember My Love(craft-sensei) (Nyaruko) - Hidamari Sketch × Hoshimittsu (Yuno) - Working!! (Poplar Taneshima) 2011 - Kämpfer für die Liebe (Mikoto Kondō) - Tamayura: Hitotose (Kaoru Hanawa) - Hidamari Sketch × SP (Yuno) - Pretty Rhythm: Aurora Dream (Aira Harune) - Working’!! (Poplar Taneshima) 2012 - Ano Natsu de Matteru (Mio Kitahara) - Haiyore! Nyaruko-san (Nyaruko) - Hidamari Sketch × Honeycomb (Yuno) - Busō Shinki (Arnval) - Black Rock Shooter (Yū Kotari / Strength) 2013 - Haiyore! Nyaruko-san (Nyaruko) - Inu to Hasami wa Tsukaiyō (Madoka Harumi) - Non Non Biyori (Komari Koshigaya) 2014 - Mekakucity Actors (Ene) - Strike The Blood (Reina Akatsuki) | 2009 - Kyō no 5 no 2: Hōkago (Natsumi Hirakawa) - Haiyoru! Nyaruani (Nyaruko) 2010 - Tamayura (Kaoru Hanawa) - Black Rock Shooter (Yū) 2011 - Kami nomi zo Shiru Sekai: 4-nin to Idol (Chihiro Kosaka) 2011 - Busō Shinki: Moon Angel (01 / Kaguya) 2012 - Ebiten: Kōritsu Ebisugawa Kōkō Tenmonbu (Kyōko Todayama) 2005 - Cross World – Mishiranu Sora no Ether (Patty Aria) 2007 - Busō Senki: Battle Rondo (Arnval) 2009 - Antiphona no Seikahime – Tenshi no Score Op.A (Miabel) - Danzai no Maria (Maria) 2010 - Agarest Senki 2 (Fiona) - Suzunone Seven! – Rebirth knot (Toa Maria Matosu) - Soratorobo – Sore kara Coda (Chocolat Gelato) - Hyperdimension Neptunia (Blanc / White Heart) - Tales of Phantasia: Narikiri Dungeon X (Mell) - Twinkle Crusaders (Macaroon) - Dragon Nest (Archer) - Busō Senki: Battle Masters (Arnval Mk. 2) 2011 - Hakuisei Ren’ai Shōkōgun (Kaori Sawai) - Busō Senki: Battle Masters Mk.2 (Arnval Mk.2) 2012 - Danzai no Maria – La Campanella (Maria / Mary Kurō) - Hakuisei Ren’ai Shōkōgun: Re:Therapy (Kaori Sawai) - Fire Emblem: Kakusei (Liz) |